# Saison 1990 de la Ligue canadienne de football
Chronologie
Saison précédente Saison suivante
1990 est la 33e saison de la Ligue canadienne de football et la 107e saison depuis la fondation de la Canadian Rugby Football Union en 1884.

## Classements
| Clt   | Équipe                   | PJ | V  | D  | N | BP  | BC  | Pts |
| ----- | ------------------------ | -- | -- | -- | - | --- | --- | --- |
| +001, | Blue Bombers de Winnipeg | 18 | 12 | 6  | 0 | 472 | 398 | 24  |
| +002, | Argonauts de Toronto     | 18 | 10 | 8  | 0 | 689 | 538 | 14  |
| +003, | Rough Riders d'Ottawa    | 18 | 7  | 11 | 0 | 540 | 602 | 14  |
| +004, | Tiger-Cats de Hamilton   | 18 | 6  | 12 | 0 | 476 | 628 | 8   |

| Clt   | Équipe                           | PJ | V  | D  | N | BP  | BC  | Pts |
| ----- | -------------------------------- | -- | -- | -- | - | --- | --- | --- |
| +001, | Stampeders de Calgary            | 18 | 11 | 6  | 1 | 588 | 566 | 23  |
| +002, | Eskimos d'Edmonton               | 18 | 10 | 8  | 0 | 612 | 510 | 20  |
| +003, | Roughriders de la Saskatchewan   | 18 | 9  | 9  | 0 | 557 | 592 | 18  |
| +004, | Lions de la Colombie-Britannique | 18 | 6  | 11 | 1 | 520 | 620 | 13  |

## Séries éliminatoires

### Demi-finale de la division Ouest
- 11 novembre : Roughriders de la Saskatchewan 27 - Eskimos d'Edmonton 43

### Finale de la division Ouest
- 18 novembre : Eskimos d'Edmonton 43 - Stampeders de Calgary 23

### Demi-finale de la division Est
- 11 novembre : Rough Riders d'Ottawa 25 - Argonauts de Toronto 34

### Finale de la division Est
- 18 novembre : Argonauts de Toronto 17 - Blue Bombers de Winnipeg 20

### 78ecoupe Grey
- 25 novembre : Les Blue Bombers de Winnipeg gagnent 50-11 contre les Eskimos d'Edmonton au BC Place Stadium à Vancouver (Colombie-Britannique).

## Honneurs individuels
- Joueur par excellence : Michael Clemons (en) (DO), Argonauts de Toronto
- Joueur défensif par excellence : Greg Battle (en) (SEC), Blue Bombers de Winnipeg
- Joueur de ligne offensive par excellence :  Jim Mills (en) (BL), Lions de la Colombie-Britannique
- Joueur canadien par excellence : Ray Elgaard (en) (DI), Roughriders de la Saskatchewan
- Recrue par excellence : Reggie Barnes (en) (DO), Rough Riders d'Ottawa